# Противень
Проти́вень — село в Україні, в Закарпатській області, Хустському районі. Входить до складу Горінчівської сільської громади. Населення становить 652 осіб. 
Розташоване вздовж річки Ріки та автошляху Р 21.   

## Історія
Згадка у 1898 році як Prativeny. Інші згадки: 1907 — Felszeg, 1913 — Felszeg, 1918 — Félszeg, 1944 — Protiveny, Противень (hnt.), 1983 — Противень.

## Присілки
Дикий
Дикий - колишнє село в Україні, в Закарпатській області.
Об'єднане з селом Противень рішенням облвиконкому Закарпатської області №155 від 15.04.1967
Перша згадка у 1898 році
Причалини
Причалини - колишнє село в Україні, в Закарпатській області.
Об'єднане з селом Противень рішенням облвиконкому Закарпатської області №155 від 15.04.1967
Перша згадка у ХІХ столітті.

Рипи
Рипи - колишнє село в Україні, в Закарпатській області.
Об'єднане з селом Противень рішенням облвиконкому Закарпатської області №155 від 15.04.1967
Перша згадка у 1898: Ripa (Hnt.), 1904: Ripa, Partos (Lelkes 66), 1907: Partos (Hnt.), 1913: Partos (Hnt.), 1944: Ripa, Рипа (Hnt.), 1967: Рипи (ZO).

Меледюк
Меледюк - колишнє село в Україні, в Закарпатській області.
Об'єднане з селом Противень 
Перша згадка 1898: Melegyuk, 1902: Meleglyúk, 1904: Melegyuk, Melegvölgy, 1907: Melegvölgy, 1913: Melegvölgy, 1944: Melegyuk, Меледюкъ, 1967: Меледюк.

## Туристичні місця
- На околиці села розташована Теребле-Ріцька ГЕС. 
- На південний схід від села розташована пралісова пам'ятка природи «Природні ліси Березівського лісництва».

## Населення

### Мова
Розподіл населення за рідною мовою за даними перепису 2001 року:
| Мова       | Відсоток |
| ---------- | -------- |
| українська | 99,08%   |
| російська  | 0,77%    |